# Церковь Троицы Живоначальной (Сныхово)
Церковь Троицы Живоначальной — недействующий православный храм в селе Сныхово Белёвского района Тульской области России.

## Описание
Согласно преданиям, село Сныхово существовало ещё во времена Ивана Грозного и было его дворцовым селом, но впоследствии (не ранее 1669 года) перешло во владение помещиков. Время постройки первого храма в селе, как и имя храмостроителя, неизвестно, однако в писцовых книгах 1630—1632 годов упоминается уже о существовании там ветхой деревянной церкви во имя священномучеников Флора и Лавра, с приделом во имя бессребреников Космы и Дамиана, построенной старанием приходских людей.
В 1709 году на месте старого храма стольником Борисом Васильевичем Кондыревым был построен новый каменный, двусветный четверик, завершенный поясом кокошников и увенчанный малым восьмериком, с трапезной и трёхъярусной колокольней, освящённый во имя Святой Троицы. Впоследствии к этому храму был пристроен каменный теплый придел во имя Николая Чудотворца. Этот предел от времени и технических недостатков, допущенных при его строительстве, дал трещины и в 1870-е годы был перестроен. Его освящение состоялось 1 ноября 1875 года. В 1880 году с северной стороны храма был построен придел во имя святых Афанасия и Кирилла, архиепископов Александрийских, священномучеников Флора и Лавра и бессребреников Космы и Дамиана.
Наиболее чтимыми реликвиями храма были древняя икона священномучеников Флора и Лавра в серебряно-позлащенной ризе, которая была дарована Иваном Грозным в его дворцовое село Сныхово, где был царский конный завод, покровителями которого считались эти святые, и складень, состоящий из двух половинок с изображением явления Святой Троицы Аврааму и явления Божией Матери преподобному Сергию и ученику его Михею. Складень был сделан из древа раки преподобного Сергия, а в 1585 году облачен в серебро и подарен Иваном Грозным новокрещённому татарскому князю, от которого он перешел в Троицкую церковь.
В 1862 году при церкви было открыто земское училище. В конце XIX века в состав прихода входили селения: Сныхово, Иваново, Кондратово, Зеново, Сальково и Скагожки с общим населением 1349 человек.
В начале 1930-х годом Троицкая церковь была закрыта и использовалась местным колхозом под склад зерна. После упразднения колхоза в 1990-е годы храм оказался заброшен.